# Rogosz
Rogosz (bułg. Рогош) – wieś w południowej Bułgarii, w obwodzie Płowdiw, w gminie Marica.

## Geografia
Wieś leżąca nieopodal lewego brzegu Maricy, w Nizinie Górnotrackiej.

## Historia
Wioska ta została założona w 1567 roku pod nazwą Rogusz. Następnie były dwie wsie Mały Rogosz i Duży Rogosz, które z czasem się złączyły w Rogosz. Mieszkańcy niejednokrotnie bronili się przed najazdami Turków.

## Zabytki
We wsi wzniesiono Grób Nieznanego Żołnierza i pomnik uczestniczących w wojnach.

## Znane osoby
- Todor Czonow, poeta
- Żelazko Christow, przedstawiciel Konfederacji Niezależnych Związków Zawodowych w Bułgarii.